# Gaspar Hernández (kommun)
Gaspar Hernández är en kommun i Dominikanska republiken.   Den ligger i provinsen Espaillat, i den nordöstra delen av landet, 120 km norr om huvudstaden Santo Domingo. Antalet invånare äi kommunen är cirka 37 000.